# 黑紫披碱草
黑紫披碱草（学名：Elymus atratus）为禾本科披碱草属下的一个种。